# Metalectra diffusa
Metalectra diffusa är en fjärilsart som beskrevs av William Schaus 1912. Metalectra diffusa ingår i släktet Metalectra och familjen nattflyn. Inga underarter finns listade i Catalogue of Life.